# Старка (водка)
Водка „Старка“ е традиционна високоградусна алкохолна напитка наричана водка, дестилирана от ръжени зърна и произвеждана най-вече в Полша и Литва, но отлежаваща продължително време в бъчви от вино което я доближава повече до уиски.
Старка била известна в Полско-литовската държава от около 15 до 17 век. Тя се превръща в една от любимите напитки на хората от по-високата класа и съществена част от културата на сарматизма. Традицията повелява, че при раждане на дете бащата в къщата налива голямо количество домашно произведен алкохол в празна дъбова бъчва, която е използвана преди това за съхранение на вино. Бъчвата след това бива запечатана с пчелен восък и заравяна в песъчлива почва, за да бъде впоследствие извадена на сватбата на детето. Името „Старка“ се корени в този процес на отлежаване.
През късните години на 19 век различни компании леко опростяват процеса на производство и го адаптират към нуждите от масова продукция на базираната в Лвов компания Baczewski. След края на Първата световна война „Старка“ продължава да бъде една от най-популярните марки алкохол в Полша и Литва. След Втората световна война Литва е в Съветския съюз и „Старка“ бива произвеждана в заводи – „Vilniaus degtine“ и „Stumbras“. В Полша всички алкохолни производители са национализирани, „Старка“ се произвежда най-вече като скъпо струваща стока, предназначена за износ.
В момента единствената компания в Полша, произвеждаща „Старка“, е „Polmos Szczecin“. Тя предлага водката в различни класове, от 10 до 50-годишна. Всички „Старка“ продукти имат 50% алкохолно съдържание с изключение на 10-годишната „Старка“, която е с 40%. Има и малка част компании, които произвеждат водка, подобна на „Старка“ (в Литва, България, Казахстан, Русия и Латвия).